# イバン・サンチェス
イバン・サンチェス・アグアヨ（Iván Sánchez Aguayo、1992年9月23日 - ）は、スペイン・アンダルシア州カンピージョ・デ・アレナス出身のサッカー選手。レアル・バリャドリード所属。ポジションはFW、MF。

## クラブ経歴
レアル・ハエンのカンテラ出身。2010-11シーズン、当時セグンダ・ディビシオンBに所属していたレアル・ハエンのトップチームでプロデビューを果たし、シーズン終了後にアトレティコ・マドリードBへと移籍した。3シーズン後にUDアルメリアのBチームに移籍すると、加入1シーズン目にリーグ戦37試合で10得点という成績を残したことで、翌2015-16シーズンからトップチームに登録され、セグンダ・ディビシオン初出場を果たした。
2017-18シーズンは、アルバセテ・バロンピエからのレンタル移籍でエルチェCFでプレー 。シーズン終了後にエルチェへ完全移籍すると、2019-20シーズンにはクラブのラ・リーガ昇格に貢献した。
2020年8月27日、チャンピオンシップのバーミンガム・シティFCに移籍し、3年契約を交わした。1シーズン目はリーグ戦40試合に出場して8アシストを記録するなど、レギュラーとしてプレーしたが、その後は出場機会が減少し、2021-22シーズンの後半戦はレアル・バリャドリードへとレンタル移籍をした。
2022年6月28日、ラ・リーガに昇格を果たしたレアル・バリャドリードに1年契約で移籍した。